# Ba Lan gửi tối hậu thư tới Litva năm 1938

Bản đồ các tranh chấp lãnh thổ của Litva vào năm 1939-1940, bao gồm cả vùng Vilnius có màu nâu và cam

Tối hậu thư Ba Lan gửi Litva năm 1938 là một tối hậu thư được Ba Lan trao cho Litva vào ngày 17 tháng 3 năm 1938. Chính quyền Litva đã kiên quyết từ chối bất kỳ mối quan hệ ngoại giao nào với Ba Lan sau năm 1920, phản đối việc Ba Lan sáp nhập vùng Vilnius. Khi căng thẳng trước chiến tranh thế giới thứ hai ở châu Âu tăng lên, Ba Lan đã nhận thức được nhu cầu bảo đảm biên giới phía Bắc. Năm ngày trước, Ba Lan, cảm thấy được hỗ trợ bởi sự thừa nhận quốc tế về việc Đức thôn tín Áo, đã quyết định đưa ra một tối hậu thư cho Litva. Tối hậu thư yêu cầu chính phủ Litva đồng ý thiết lập quan hệ ngoại giao vô điều kiện với Warsaw trong vòng 48 giờ, và các điều khoản sẽ được hoàn tất trước ngày 31 tháng 3. Việc thiết lập quan hệ ngoại giao có nghĩa là một sự từ bỏ thực tế của Litva về các khu vực có thủ đô lịch sử, Vilnius (được biết bằng tiếng Ba Lan với tên gọi Wilno).
Litva, thích hòa bình hơn chiến tranh, chấp nhận tối hậu thư vào ngày 19 tháng 3. Mặc dù quan hệ ngoại giao được thành lập do hậu quả của tối hậu thư, Litva đã không đồng ý thừa nhận sự mất mát của Vilnius de jure. Chính phủ Ba Lan đã thực hiện một động thái tương tự chống lại chính phủ Tiệp Khắc ở Prague vào ngày 30 tháng 9 năm 1938, khi nó lợi dụng Khủng hoảng Sudecen để yêu cầu một phần của Zaolzie. Trong cả hai trường hợp, Ba Lan đã sử dụng các cuộc khủng hoảng quốc tế để giải quyết các tranh chấp biên giới kéo dài.

## Tranh chấp Vilnius
Litva đã cắt đứt mối quan hệ ngoại giao với Ba Lan sau khi vị tướng Ba Lan Lucjan Żeligowski tổ chức một cuộc nổi dậy vào tháng 10 năm 1920 theo lệnh của Józef Piłsudski.. Ông xâm chiếm lãnh thổ Litva, chiếm thành phố Wilna (Wilno) và thành lập nước Cộng hòa Trung tâm Lithuania ngắn ngủi. Tổ chức này được thành lập vào Ba Lan vào năm 1922. Về mặt dân số, Vilnius là thành phố ít ỏi nhất của Lithuania, chia đôi gần như nhau giữa dân số nói tiếng Ba Lan và người Do Thái, với cư dân Litva chiếm khoảng 2-3% dân số, theo Nga (1897)  và Đức (1916) cuộc tổng điều tra. Lithuania yêu cầu quân đội Ba Lan rút lui sau đường dây rút ra trong Thoả thuận Suwałki, trong khi Ba Lan sai lầm duy trì rằng nó đã không cho phép hành động của Żeligowski. Liên đoàn đã cố gắng hòa giải tranh chấp và Paul Hymans trình bày các đề xuất cụ thể để hình thành một liên bang. Tuy nhiên, cả hai bên đều không muốn thỏa hiệp và các cuộc đàm phán sụp đổ vào tháng 1 năm 1922. Tháng 1 năm 1923, quân đội Lithuania tiến vào Memelland Đồng minh và tổ chức cuộc nổi dậy ở Klaipėda. Đó là một trong những yếu tố chính dẫn đến quyết định của Đại hội các Đại sứ trao tặng Wilno cho Ba Lan vào tháng 3 năm 1923.
Kết quả là một quốc gia "không có chiến tranh, không có hòa bình" vì Lithuania tránh công nhận bất cứ tuyên bố nào của Ba Lan cho thành phố và khu vực, cũng như từ chối thực hiện bất kỳ hành động nào có thể công nhận sự kiểm soát Vilnius của Ba Lan ngay cả trên thực tế. Lithuania đã cắt đứt mọi mối quan hệ ngoại giao với Ba Lan và liên tục nhấn mạnh rằng Vilnius vẫn là thủ đô vĩnh viễn (Kaunas được chỉ định làm thủ đô tạm thời). Ba Lan từ chối chính thức thừa nhận sự tồn tại của bất kỳ tranh chấp nào liên quan đến khu vực, vì điều đó sẽ làm cho hợp pháp hóa các tuyên bố của Lithuania. Tuyến đường sắt và đường dây điện ngầm không thể vượt qua biên giới, và dịch vụ chuyển thư là phức tạp. Ví dụ, một lá thư từ Ba Lan đến Lithuania cần phải được gửi đến một quốc gia trung lập, được đóng gói lại trong một phong bì mới để loại bỏ bất kỳ dấu hiệu nào của Ba Lan, và chỉ sau đó được gửi đến Lithuania. Cuộc xung đột ở Vilnius vẫn là vấn đề chính sách đối ngoại quan trọng nhất ở Lithuania, nhưng ngày càng trở nên bị đẩy lùi trên trường quốc tế. Đã có những nỗ lực phi chính thức không thành công để bình thường hoá tình hình, đáng chú ý nhất là Thủ tướng Litva Augustinas Voldemaras trong khoảng thời gian từ 1927 đến 1928 và Bộ trưởng Ngoại giao Stasys Lozoraitis từ năm 1934 đến năm 1936 yêu cầu Tổng thống Smetona thiết lập lại mối quan hệ ngoại giao với Ba Lan. Cả hai bên tham gia vào ngôn từ cảm xúc và dân tộc.